# Clubiona qiyunensis
Clubiona qiyunensis is een spinnensoort in de taxonomische indeling van de struikzakspinnen (Clubionidae).
Het dier behoort tot het geslacht Clubiona. De wetenschappelijke naam van de soort werd voor het eerst geldig gepubliceerd in 2003 door Yajun Xu, Yang & Da-xiang Song.